# Decapitación de un prisionero de guerra ucraniano en el verano de 2022
El 11 de abril de 2023 se publicó en Internet un vídeo de la ejecución de un prisionero de guerra ucraniano por decapitación con un cuchillo. El vídeo se difundió a través de fuentes prorrusas.
El Proekt calificó el vídeo como el más brutal durante la Invasión rusa de Ucrania, destacando que en el pasado este tipo de ejecuciones solo las llevaban a cabo miembros del Estado Islámico.

## Decapitación
La primera publicación conocida de un video en el que se corta la cabeza de un soldado vivo de las Fuerzas Armadas de Ucrania ocurrió el 11 de abril de 2023 a las 22:24 hora de Moscú. A las 22:40 fue distribuido por Vladislav Pozdnyakov, fundador de Estado masculino, un partido político extremista en Rusia.
Anteriormente, el 8 de abril, los canales de Telegram prorrusos comenzaron a distribuir otro video con soldados ucranianos decapitados: muestra dos cadáveres de soldados ucranianos sin cabeza en el suelo junto a un vehículo blindado roto. También se les cortaron las manos a los soldados muertos.
En el video, un hombre yace en el suelo vestido con un uniforme militar que tiene una banda amarilla en la manga. A su lado hay otro hombre con un vendaje blanco en la pierna. Este hombre decapita al prisionero que yace en el suelo. El que corta su cabeza recibe instrucciones por radio. La víctima grita de dolor. Cerca, todavía hay personas gritando en ruso:

¡Trabajen, hermanos! ¡Córtalo, hijo de puta! ¡Rompe su espina dorsal! ¿Nunca has cortado cabezas? Hasta el final, hijo de puta

Después de que se cortó la cabeza, el operador del videoclip dijo:

Mételo en la maldita bolsa. Y envíalo al comandante

El rostro del decapitador está oculto por una máscara y en su brazo lleva una banda blanca utilizada por el ejército ruso, mientras que la víctima tiene una banda amarilla utilizada por las Fuerzas Armadas de Ucrania."
Según la vegetación que se aprecia en el video, parece haber sido filmado en el verano de 2022. [cita requerida]

## Investigación
El 12 de abril de 2023, el Servicio de Seguridad de Ucrania inició una investigación previa sobre el asunto. El crimen de guerra capturado en el video se considera una violación de las leyes y costumbres de la guerra (Parte 2 del Artículo 438 del Código Penal de Ucrania).
El fundador de Gulagu.net, Vladimir Osechkin, anunció en el canal de YouTube Khodorkovsky Live su participación en el asesinato de combatientes del Grupo Wagner, ya que el exmercenario Andrey Medvedev, quien huyó a Noruega, identificó a sus colegas.
Según el Convenio de Ginebra sobre el Trato de los Prisioneros de Guerra firmado por Rusia, se debe garantizar a los prisioneros condiciones humanas durante su detención, y la decapitación es un crimen de guerra.[cita requerida]
Antes de la publicación de este video, escenas de crueldad de este nivel relacionadas con la guerra en Ucrania no se publicaban en fuentes abiertas.[cita requerida] Lo más brutal que se había publicado anteriormente son imágenes de verano de 2022, cuando un hombre vestido con uniforme militar ruso corta los genitales de un hombre vestido con uniforme militar ucraniano y luego lo mata. Métodos similares fueron practicados en Siria en 2017 por miembros del Grupo Wagner, cuando cortaron la cabeza y las extremidades de un sirio en un video usando un mazo, que se ha convertido en un símbolo de Wagner. Sin embargo, en Siria la decapitación se realizó a una persona que ya estaba inconsciente o muerta, no viva y consciente. Proekt considera que el video es el más brutal de la guerra en Ucrania y destaca que en el pasado tales ejecuciones solo eran llevadas a cabo por miembros del Estado Islámico. La misión de la ONU en Ginebra calificó el video de "particularmente horroroso".
El 21 de abril, el portal de noticias húngaro Telex.hu afirmó que el soldado ucraniano decapitado había sido identificado como Serhii Potoki (Сергій Потокі; en húngaro: Szerhij Pataki). Potoki es de Vynohradiv (en húngaro: Nagyszőlős), Óblast de Zakarpatia, una ciudad con una importante comunidad ucraniano-húngara. Potoki estaba casado, y tenía dos hijos, una hija de 6 años y un hijo de 18 meses. Antes de ser movilizado, trabajaba en un mercado local vendiendo frutas y verduras. El video habría sido tomado con su propio teléfono, que los rusos le quitaron. Luego, una foto de su cabeza decapitada fue enviada a amigos y contactos en su teléfono. También se afirmó que la decapitación tuvo lugar en Bakhmut, que se convirtió en una batalla prolongada durante la invasión. Las autoridades ucranianas no han confirmado oficialmente que Potoki sea la víctima. La hermana de Potoki, quien fue entrevistada sobre el asunto, ha expresado escepticismo respecto a esta afirmación.
Los soldados rusos que asesinaron al soldado posiblemente sean miembros de la unidad Akhmat, una unidad paramilitar chechena Kadyrovita. Alternativamente, podrían ser miembros del Grupo Wagner. o del Rúsich. Kyrylo Budanov, jefe de la Dirección Principal de Inteligencia del Ministerio de Defensa de Ucrania, dijo que la identidad de los perpetradores ya es conocida, pero aún no se puede revelar. Insinuó que es posible que ya estén muertos.